# Richards Inlet
Das Richards Inlet ist eine 20 km breite Bucht an der Shackleton-Küste der antarktischen Ross Dependency. Sie stellt den Einlass des Lennox-King-Gletschers aus dem Transantarktischen Gebirge in das Ross-Schelfeis südöstlich des Lewis Ridge dar. 
Benannt wurde die Bucht durch Teilnehmer einer von 1959 bis 1960 durchgeführten Kampagne im Rahmen der New Zealand Geological Survey Antarctic Expedition nach dem australischen Physiker Richard W. Richards (1893–1985), Mitglied der Ross Sea Party während der Endurance-Expedition (1914–1917) unter der Leitung des britischen Polarforschers Ernest Shackleton.